# 664 (szám)
A 664 (római számmal: DCLXIV) egy természetes szám.

## A szám a matematikában
A tízes számrendszerbeli 664-es a kettes számrendszerben 1010011000, a nyolcas számrendszerben 1230, a tizenhatos számrendszerben 298 alakban írható fel.
A 664 páros szám, összetett szám, kanonikus alakban a 23 · 831 szorzattal, normálalakban a 6,64 · 102 szorzattal írható fel. Nyolc osztója van a természetes számok halmazán, ezek növekvő sorrendben: 1, 2, 4, 8, 83, 166, 332 és a 664. Harshad-szám, felírható négy egymást követő (157 + 163 + 167 + 173), hat egymást követő (101 + 103 + 107 + 109 + 113 + 127), illetve nyolc egymást követő prím összegeként (67 + 71 + 73 + 79 + 83 + 89 + 97 + 101).